# Delivermail
Delivermail, est un programme informatique, ancêtre de Sendmail, qui utilisait FTP pour transmettre des courriels aux débuts d'ARPANET.
En 1979, quand Delivermail fut publié pour la première fois avec BSD, l'ARPANET utilisait toujours NCP en tant que protocole réseau. Quand l'ARPANET a basculé vers TCP/IP en 1982, le chemin était tracé pour un MTA qui ne dépendrait plus de FTP pour le transfert.
Le nouveau protocole choisi fut SMTP et quand le DNS remplaça les fichiers Hosts, Delivermail a évolué pour devenir Sendmail, qui est toujours l'un des MTA les plus utilisés sur les systèmes UNIX.